# UFC Fight Night: Rivera vs. Moraes
UFC Fight Night: Rivera vs. Moraes (conosciuto anche come  UFC Fight Night 131) è stato un evento di arti marziali miste tenuto dalla Ultimate Fighting Championship il 1º giugno 2018 all'Adirondack Bank Center di Utica, negli Stati Uniti.

## Risultati
|                                   | Divisione            |                  |                 |                   | Metodo                                      | Round           | Tempo           | Premio          |
| Card Principale                   | Card Principale      | Card Principale  | Card Principale | Card Principale   | Card Principale                             | Card Principale | Card Principale | Card Principale |
| --------------------------------- | -------------------- | ---------------- | --------------- | ----------------- | ------------------------------------------- | --------------- | --------------- | --------------- |
|                                   | Pesi gallo           | Marlon Moraes    | batte           | Jimmie Rivera     | KO (calcio alla testa e pugni)              | 1               | 0:33            | POTN            |
|                                   | Pesi leggeri         | Gregor Gillespie | batte           | Vinc Pichel       | Sottomissione (triangolo di braccio)        | 2               | 4:06            | POTN            |
|                                   | Pesi massimi         | Walt Harris      | batte           | Daniel Spitz      | KO tecnico (pugni e gomitate)               | 2               | 4:59            |                 |
|                                   | Pesi welter          | Ben Saunders     | batte           | Jake Ellenberger  | KO tecnico (ginocchiata al corpo e pugni)   | 1               | 1:56            | POTN            |
|                                   | Pesi piuma           | Julio Arce       | batte           | Daniel Teymur     | Sottomissione (rear-naked choke)            | 3               | 2:55            |                 |
|                                   | Pesi mediomassimi    | Sam Alvey        | batte           | Gian Villante     | Decisione non unanime (29-28, 28-29, 29-28) | 3               | 5:00            |                 |
| Card Preliminare (Fox Sports 1)   |                      |                  |                 |                   |                                             |                 |                 |                 |
|                                   | Pesi mosca femminili | Sijara Eubanks   | batte           | Lauren Murphy     | Decisione unanime (30-27, 30-27, 29-28)     | 3               | 5:00            |                 |
|                                   | Pesi leggeri         | David Teymur     | batte           | Nik Lentz         | Decisione unanime (30-27, 30-27, 29-28)     | 3               | 5:00            |                 |
|                                   | Pesi welter          | Belal Muhammad   | batte           | Chance Rencountre | Decisione unanime (30-27, 30-27, 30-27)     | 3               | 5:00            |                 |
|                                   | Pesi leggeri         | Desmond Green    | batte           | Gleison Tibau     | Decisione unanime (30-27, 30-27, 29-27)     | 3               | 5:00            |                 |
| Card Preliminare (UFC Fight Pass) |                      |                  |                 |                   |                                             |                 |                 |                 |
|                                   | Pesi gallo           | Nathaniel Wood   | batte           | Johnny Eduardo    | Sottomissione (D'Arce choke)                | 2               | 2:18            | POTN            |
|                                   | Pesi mosca           | Jose Torres      | batte           | Jarred Brooks     | KO tecnico (slam)                           | 2               | 2:55            |                 |

## Premi
I lottatori premiati ricevettero un bonus di 50.000 dollari.
Legenda:
- FOTN: Fight of the Night (vengono premiati entrambi gli atleti per il miglior incontro dell'evento)
- POTN: Performance of the Night (viene premiato il vincitore per la migliore performance dell'evento)